# Jean Delrez
Jean Delrez, né le 24 mars 1916 à Saint-Avold et mort le 8 mars 1999 à Thionville, est un homme politique français.